# Rune Emanuelsson
Rune Emanuelsson (8 de outubro de 1923 - 21 de março de 1993) foi um futebolista sueco que atuava como atacante, campeão olímpico. 

## Carreira
Rune Emanuelsson fez parte da geração de medalha de ouro sueca de Londres 1948. 